# 旺角公共圖書館
旺角公共圖書館（英語：Mong Kok Public Library）是香港一間已關閉的公共圖書館。舊址位於九龍運動場道17號地下A鋪，由香港市政局管理，落成時為市政局轄下第六間小型圖書館。隨著花園街公共圖書館於1989年4月29日啟用，旺角公共圖書館隨即關閉，結束服務。

## 歷史
1983年3月，香港市政局因應旺角區對圖書設施的需求，建議租用運動場道17號或荔枝角道22號作小型圖書館之用。時任圖書館專責委員會副主席何楊展翹認為，該處鄰近學校及休憩用地，較荔枝角道選址更適合設立圖書館，最終局方通過運動場道建館方案。
1983月6月，市政局與業主達成協議，租用九龍運動場道17號地下A鋪，並通過局方內部同意設館，預計在同年8月開放。
1983年9月19日，旺角公共圖書館開幕，成為市政局轄下第六間小型公共圖書館。開幕儀式由時任市政局議員劉文龍主持，市政局主席張有興、市政總署署長班禮士及副署長徐淦等人均有出席儀式。
1984年，市政局同意旺角公共圖書館遷至計劃中的大角咀市政大廈，然而該市政大廈未能在短期內建成，所以局方決定改由花園街公共圖書館（分區圖書館）啟用後，取代旺角公共圖書館。
1989年4月29日，花園街公共圖書館正式啟用，同日旺角公共圖書館結束服務，予以取代。

## 設施及服務
圖書館面積合共91.3平方米，設有成人圖書館、兒童圖書館及參考圖書部，為旺角區內居民提供圖書借閱及參考資料服務。

## 開放時間
圖書館自啟用以來，開放時間為每星期39小時，逄星期一休館。1985年3月，市政局建議更改開放時間，包括統一休館日、更改午休時間、延長平日開放時間及縮短週末開放時間。最終方案獲得通過，並於同年7月1日起生效。
| 日期                                                   | 開放時間（1985年7月1日前） | 開放時間（1985年7月1日至1989年） |
| ------------------------------------------------------ | -------------------------- | -------------------------------- |
| 星期一                                                 | 休息                       | 10:00-13:30 14:30-18:30          |
| 星期二至五（星期四除外）                               | 10:00-12:00 13:00-18:00    | 10:00-13:30 14:30-18:30          |
| 星期四                                                 | 10:00-12:00 13:00-18:00    | 休息                             |
| 星期六                                                 | 10:00-12:00 13:00-18:00    | 10:00-13:30 14:30-17:30          |
| 星期日及公眾假期                                       | 9:00-13:00                 | 10:00-13:00                      |
| 元旦日 農曆年初一至年初三 耶穌受難日 聖誕節 聖誕節翌日 | 休息                       | 休息                             |